# Черин, Йоже
Йоже Черин (словен. Jože Čerin, родился в 1923 году в Боровнице) — словенский военный и политик, ветеран Народно-освободительной войны Югославии, один из членов руководства Народной милиции СР Словении. В годы войны служил политруком в 3-й словенской ударной бригаде НОАЮ.

## Награды
- Орден Партизанской Звезды II степени
- Орден «За храбрость» (дважды)
- Орден «За заслуги перед народом» II и III степеней
- Орден братства и единства II степени
- Медаль «Партизанская память 1941 года»
- Медаль «За участие в антифашистской борьбе» (Болгария)